# Акулячі соми
Акулячі соми (Pangasiidae) — родина сомоподібних. Складається з 5 родів (один з них натепер є вимерлим) та 30 видів. Інші назви «сіамські соми», «пангасієві соми», «тонкі соми». Представники цієї родини відомі з міоцену.

## Опис
Загальна довжина коливається від 1 до 3 м при найбільшій вазі до 300 кг. Є найбільшими представниками сомоподібних. Голова помірно велика. Очі великі. Зазвичай мають 2 пари коротких вусиків (одну на одній з щелеп, іншу — на підборідді), деякі види наділені лише гайморовими вусиками. Рот дуже широкий. Тулуб витягнутий, сильно сплощений з боків, 0,5 м в діаметрі. Шкіра з лускою. Скелет складається з 39-52 хребців. Спинний плавець має трикутну форму з короткою основою, високо піднятий, нагадуючи плавець акули. Звідси походить назва усієї родини (у низки видів тіло має акулоподібну форму). Цей плавець розташовано близько до голови, має 1-2 жорстких струменя та 5-7 м'яких променів. Жировий плавець маленький, відділено від хвостового плавця. Анальний плавець має 26-46 променів, доволі довгий. Хвостовий плавець доволі великий, розрізаний.
Забарвлення зазвичай сріблясте, сіре, чорне з різними відтінками.

## Спосіб життя
Це пелагічні риби. Мешкають в прісних і солонуватих водоймах. Утворюють маленькі або великі косяки. Активні переважно у присмерку або вночі. Живляться рослинами, безхребетними та рибами. Є види суто травоїдні або такі, що живляться лише молюсками.
Акулячі соми є об'єктом промислу, деякі мають особливе значення у місцевому рибальстві, особливо види Pangasianodon hypophthalmus і Pangasianodon gigas. Широко відоме філе пангасіуса.
Деякі види тримаються у спеціалізованих акваріумах.

## Розповсюдження
Поширені в водоймах Азії: від Пакистану до острова Калімантан і Молуккських островів (Індонезія). Особливо чисельні в річках Чаопхрая та Меконг.

## Роди
- †Cetopangasius
- Helicophagus
- Pangasianodon
- Pangasius
- Pseudolais